# Marmande
Marmande település Franciaországban, Lot-et-Garonne megyében. Lakosainak száma 17 361 fő (2022. január 1.). Marmande Mauvezin-sur-Gupie, Fourques-sur-Garonne, Gaujac, Beaupuy, Escassefort, Montpouillan, Sainte-Bazeille, Saint-Pardoux-du-Breuil és Virazeil községekkel határos.

## Népesség
A település népességének változása:
| Lakosok száma | 18 028 | 17 949 | 18 281 | 17 691 | 17 534 | 17 421 | 17 265 | 17 239 | 17 361 |
|               | 2013   | 2015   | 2016   | 2017   | 2018   | 2019   | 2020   | 2021   | 2022   |